# Lüdershof
Lüdershof war eine Eisenhütte an der Kalten Bode im heutigen Ortsteil Königshütte der Stadt Oberharz am Brocken im Landkreis Harz in Sachsen-Anhalt.

## Geschichte
Die Eisenhütte am rechten Bodeufer unterhalb der Neuen Hütte entstand im ausgehenden 15. Jahrhundert. Der Flurname Lüdershof für das dortige Waldgebiet wird erstmals am 19. Juli 1482 in einer Urkunde des Grafen Heinrich zu Stolberg erwähnt, der damals den Wernigeröder Bürger Ganglof Grotstuck mit dem Waldstück, der Lüdershoepp genannt, das zuvor Hardegen von Bila besessen hatte, belehnte. 
Die Witwe von Hans Koch verkaufte die Hütte 1515 mit Genehmigung des Grafen Botho zu Stolberg an den Bürger von Wernigerode Heinrich Schreiber (der 1511 bis 1520 auch einer der Bürgermeister von Halberstadt und eifriger Unterstützer der Reformation war). Später erhielt Schreiber durch Graf Botho zu Stolberg auch die niedere Gerichtsbarkeit über Lüdershof sowie den Erlass des Erbenzinses und die Gestattung der Anlage eines neuen Schachtes und der Verhüttung anderer Erze.
Nach Schreibers Tod überließen dessen, mit dem Ascherslebener Unternehmer und Bürgermeister Marcus Müller verschwägerte, Kinder die Hütte 1540 dem Grafen Wolfgang zu Stolberg, der die Hütte verpachtete, so von 1545 bis 1550 an Andreas Fröhlich. Zu Beginn des 19. Jahrhunderts stellte die Hütte ihren Betrieb ein.